# 크로스오버 작품

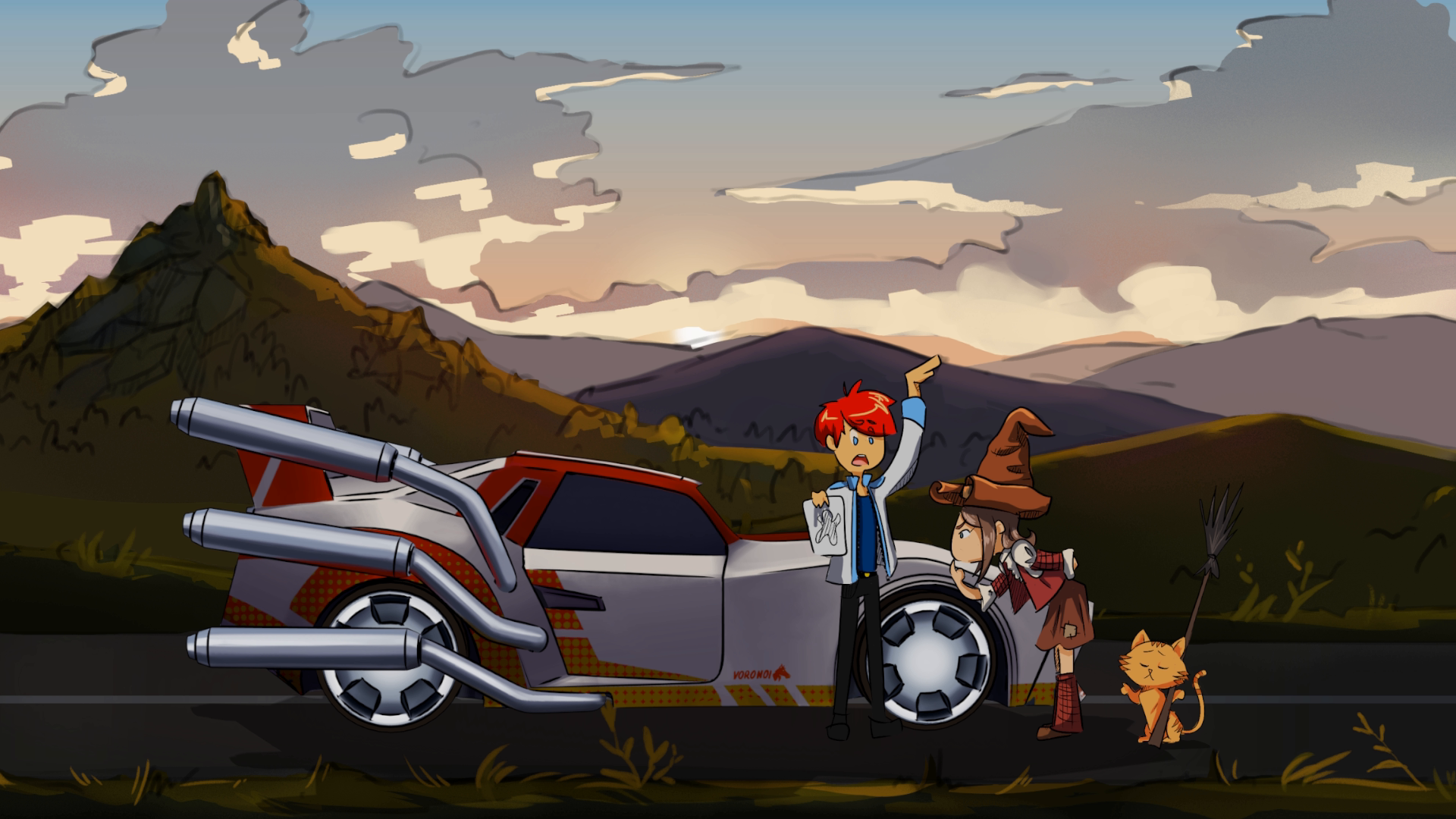

크로스오버 작품(crossover)은 원래 별개의 작품에 나오는 인물이 한 작품에 겹쳐 나오는 것을 가리킨다. 소설, 영화 , 텔레비전 드라마 등 모든 이야기에서 나타난다. 주로 비슷한 장르의 작품들이 크로스오버 대상이 된다. 미국의 DC 코믹스나 마블 코믹스 등에서는 각각의 주인공들이 한 편에서 활동하는 크로스오버 작품이 있다. 저작권 문제가 있기 때문에 상업적인 작품에서는 실현하기 힘들 수 있지만, 상업성을 배제하는 팬픽션에서는 자주 나타난다. 한 편에서 다른 이야기로 파생되는 것은 스핀오프로 부른다.

## 사례
- 모리스 르블랑의 "아르센 뤼팽 대 헐록 숌즈"

아서 코넌 도일이 창작한 인물 셜록 홈즈를 자신의 작품에 등장시키고자 했다(전자와 후자 모두에 해당). 그러나 도일이 실제 명칭을 사용하는 것을 허락하지 않아 부득이하게 셜록 홈즈(Sherlock Holmes)의 첫 S를 뒤로 옮긴 헐록 숌즈(Herlock Sholmes)라는 이름으로 출연시켰다. 현재에는 '아르센 뤼팽 대 셜록 홈즈'로도 인정하고 있다.
- 마블 코믹스의 어벤저스

마블 코믹스에 나오는 별개의 인물들이 모두 어벤저스 한 편에 같이 출연한다.

## 같이 보기
- 마블 유니버스
- DC 유니버스
- 몬스터버스